# Grandes vasos
Grandes vasos é um termo usado para se referir coletivamente aos principais vasos sanguíneos, que transportam sangue do e para o coração. Que incluem:
- Veia cava
  - Veia cava superior
  - Veia cava inferior
- Artéria pulmonar
  - Tronco pulmonar
  - Artéria pulmonar direita
  - Artéria pulmonar esquerda
- Veias pulmonares
  - Superior direita
  - Inferior direita
  - Superior esquerda
  - Inferior esquerda
- Aorta

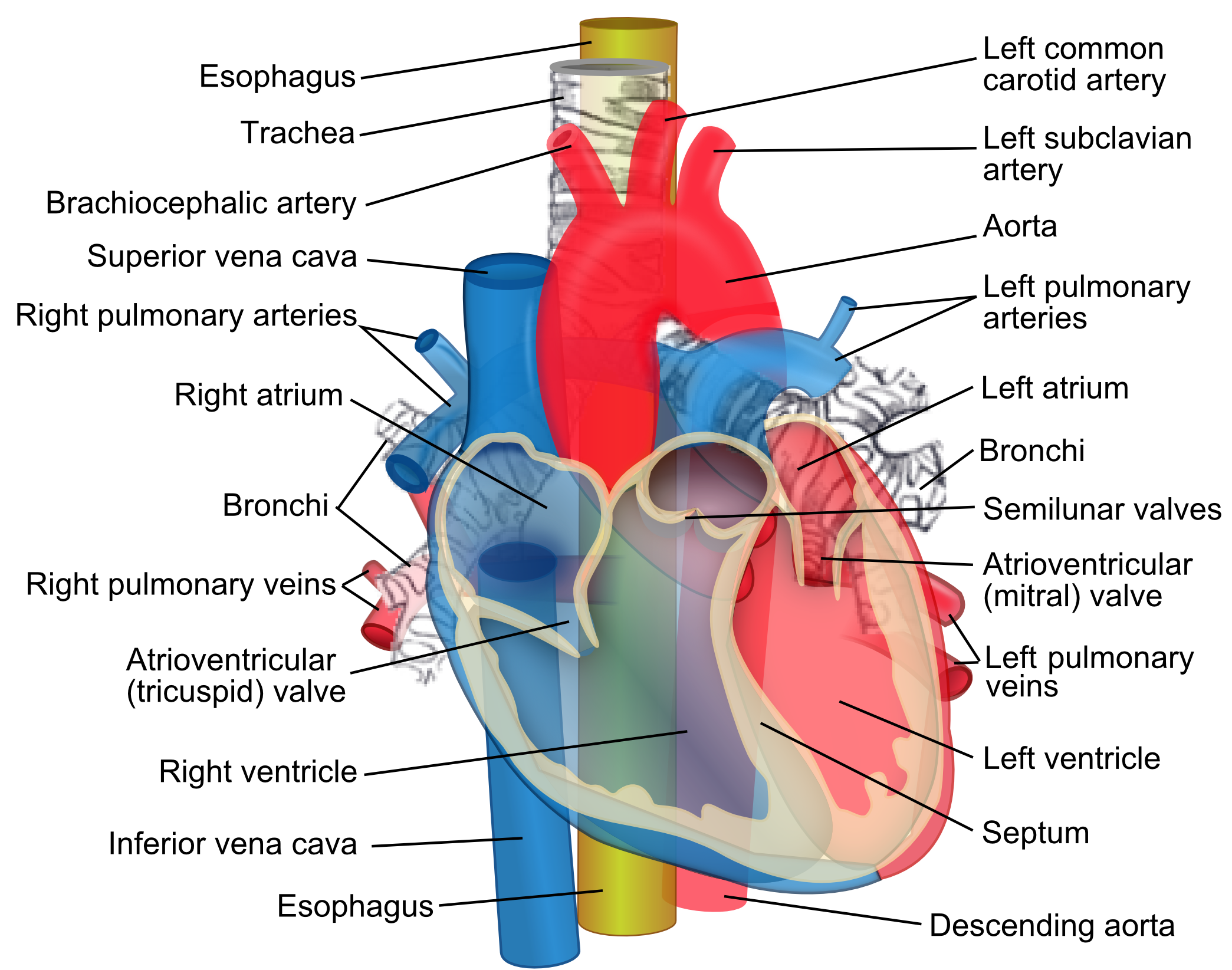
Vista anterior do coração, com todos os grandes vasos

A transposição dos grandes vasos é um grupo de defeitos cardíacos congênitos que envolvem um arranjo anormal de qualquer um dos grandes vasos.